# 피어 시티
《피어 시티》(영어: Fear City)는 미국에서 제작된 에이블 페라라 감독의 1984년 네오누아르 에로 스릴러 영화이다. 톰 베런저, 빌리 디 윌리엄스, 잭 스컬리아, 멜러니 그리피스 등이 출연하였고, 브루스 콘 커티스 등이 제작에 참여하였다.

## 줄거리
절친 맷과 니키는 맨해튼 스트리퍼들을 지역 클럽에 연결, 예약해주는 관리 회사를 운영하고 있다. 어느 날 회사 고객인 스트리퍼들이 정체불명의 사내에게 살해되기 시작한다. 공격 대상이 될까 두려워진 스트리퍼들은 맷과 니키의 회사를 꺼리고, 맷과 니키는 경쟁 회사를 의심하는데...

## 출연
- 톰 베런저 - 맷 로시 역: 전직 권투 선수.
- 빌리 디 윌리엄스 - 앨 휠러 형사 역
- 잭 스컬리아 - 니키 역
- 멜러니 그리피스 - 로레타 역: 스트리퍼. 맷의 전 여자친구.
- 마이클 V. 가조 - 마이크 역
- 로사노 브라치 - 카마인 역: 맷이 오메르타를 맺은 지역 마피아.
- 레이 돈 총 - 레일라 역: 스트리퍼. 로레타의 현 동성 연인.
- 재닛 줄리언 - 루비 역: 니키의 여자친구.
- 마리아 콘치타 - "실버" 역
- 조 샌토스 - 프랭크 역
- 트레이시 그리피스 - 샌드라 쿡 역

## 기타 제작진
- 공동 제작: 제리 터코프스키
- 미술: 빈센트 M. 크레시먼
- 의상: 린다 M. 배스